# Doença de Tay-Sachs
A doença de Tay Sachs (DTS) é uma gangliosidose em que ocorre acúmulo do gangliosídio GM2 especialmente nos neurônios. Esse acúmulo se deve a um defeito na enzima hexosaminidase A decorrente de mutações no seu gene codificador. É uma doença neurodegenerativa. Apresenta um padrão de herança autossômico recessivo, o que significa que indivíduos de ambos os sexos são igualmente propensos a apresentar a doença e que, na maioria das vezes, as crianças afetadas são filhas de um casal no qual tanto o pai quanto a mãe possuem uma de suas duas cópias do gene defeituosa. O diagnóstico molecular permite não somente a confirmação do diagnóstico bioquímico nos indivíduos afetados, através da dosagem enzimática, como também o aconselhamento genético de casais de transmissores.
A doença, particularmente prevalente entre os judeus asquenazes, leva, na maioria das vezes, a intensa deterioração mental e física, culminando com a morte do indivíduo ainda na infância, antes dos cinco anos de idade.
A doença Tay-Sachs possui 5 mutações, pode ser descoberta na gestação e é consequência de uma mutação recessiva, presente apenas quando se herdam genes mutantes tanto da mãe quanto do pai.
Atualmente as expectativas de cura concentram-se na terapia enzimática substitutiva.

## Causa
A doença de Tay-Sachs é causada por atividade insuficiente da enzima hexosaminidase A. 
A hexosaminidase A é uma enzima hidrolítica vital, encontrada nos lisossomas e que decompõe os fosfolípidos. Quando a atividade da hexosaminidase A é insuficiente, os lípidos acumulam-se no cérebro e interferem com os processos biológicos normais. 
A hexosaminidase A quebra especificamente derivados de ácidos gordos chamados gangliosídios; estes são formados e biodegradados rapidamente no início da vida, quando o cérebro se desenvolve. A hidrólise do gangliósido GM2 requer três proteínas. Duas delas são subunidades de hexosaminidase A; a terceira é uma pequena proteína de transporte de glicolípidos, o ativador de proteína GM2 (GM2A), que atua como um cofator do substrato específico para a enzima. Deficiência de qualquer uma dessas proteínas conduz ao armazenamento do gangliósido, principalmente nos lisossomas de neurónios. A doença de Tay-Sachs (assim como a AB-variante gangliosidose GM2 e a doença de Sandhoff) ocorre porque uma mutação herdada de ambos os pais desativa ou inibe esse processo. A maioria das mutações de Tay-Sachs provavelmente não afeta diretamente os elementos funcionais de proteínas (por exemplo, o sítio ativo). Mas elas causam dobramento incorreto (função de interrupção) ou desativação do transporte intracelular.

### Herança genética
A doença é hereditária, de caráter recessivo e autossômico. A detecção pode ser feita mediante um simples exame de sangue que mede a atividade da hexosaminidase A.
Diferentemente dos distúrbios autossômicos dominantes, nos quais as pessoas afetadas geralmente são heterozigotas, os distúrbios autossômicos recessivos expressam-se apenas em homozigotos, que, portanto devem ter herdado um alelo mutante de cada genitor. Indivíduos heterozigotos para doenças autossômicas recessivas são completamente assintomáticos.
Se o organismo possui um gene normal e herda um gene mutante, uma única cópia normal basta para gerar a quantidade necessária da enzima (hexosaminidase A) para evitar o acúmulo de gangliosídios. Mesmo que haja um heterozigoto para a doença Tay-Sachs, o gene normal faz com que a função enzimática, embora diminuída, seja suficiente para evitar a sintomatologia da doença. Um indivíduo heterozigoto, que tenha um gene mutante (com mutação recessiva) e outro normal, pode ser, portanto, assintomático, embora capaz de transmitir a doença a seus descendentes.

## Sinais e sintomas
Crianças com Tay-Sachs aparentam desenvolver-se normalmente nos primeiros meses de vida. Após esse período inicial, com a distensão de células nervosas com material adiposo, aparecem os seguintes sintomas:
- Severa deterioração das habilidades mentais e físicas
- Cegueira
- Surdez
- Incapacidade de engolir
- Músculos começam a atrofiar até ocorrer paralisia.

Outros sintomas neurológicos incluem demência, convulsões e crescentes "reflexos de susto" a barulhos. A doença torna-se fatal normalmente na faixa de 3 a 5 anos.
Uma forma da doença muito mais rara ocorre em pacientes entre 20 e 30 anos e é caracterizada por andar inconstante e deterioração neurológica progressiva.
Um dos sinais patognomônicos dessa doença é a presença de uma mancha na mácula da retina que é chamada de "mancha vermelho-cereja" e se localiza na fovéola, parte central da fóvea — onde não existem células ganglionares. Isto permite que o espectro vermelho da luz natural seja refletido pelo leito vascular da coroide subjacente, ao contrário do que acontece com o resto da mácula, que se torna mais opaca devido ao acúmulo do gangliosídios dentro das células ganglionares da retina.

## Tratamento
Atualmente existe uma possibilidade de tratamento para a doença de Tay-Sachs com os avanços da terapia genética, células troncos estão sendo transplantadas para possibilitar a incorporação de células saudáveis ao genoma defeituoso, assim o sangue do cordão umbilical de neonatos saudáveis são transplantados para Recém Nascido afim de que ocorra a correção do problema, ainda assim muitos pacientes ainda dispõe apenas de medicamentos e tratamentos paliativos anticonvulsionantes podem controlar as convulsões inicialmente. Outros tratamentos de suporte incluem nutrição e hidratação apropriadas e técnicas para manter as vias respiratórias abertas. Crianças eventualmente precisam de tubos para alimentação.